# Benwenut z Gubbio
Benwenut z Gubbio OFM (ur. w Gubbio, zm. ok. 1232 w Corneto w Apulii) − włoski franciszkanin, brat zakonny, błogosławiony Kościoła rzymskokatolickiego.

## Życiorys
Pochodził z rodziny szlacheckiej. Do zakonu franciszkańskiego został przyjęty przez św. Franciszka w 1222. Spędził życie, posługując trędowatym w leprozoriach. Zmarł w Corneto w Apulii (Capitanata) ok. 1232.

## Kult
W 1236 papież Grzegorz IX nakazał biskupom Melfi, Molfetty i Venosy zebranie informacji w celu przeprowadzenia procesu beatyfikacyjnego. Chociaż procesu nie przeprowadzono w Rzymie, Benwenut czczony był w wymienionych diecezjach oraz w Deliceto, do którego przeniesiono jego relikwie, po zburzeniu Corneto ok. 1243. Kult zatwierdził Innocenty XII w 1697, rozciągając go na cały zakon franciszkański. Dniem wspomnienia był do reformy liturgicznej Soboru Watykańskiego II 27 czerwca. W Deliceto święto patrona obchodzone jest 5 maja.